# Kepodactylus
Kepodactylus  es un género extinto de pterosaurio pterodactiloide de edad del Kimmeridgiense al Titoniense en el Jurásico Superior hallado en la formación de Morrison de Colorado, Estados Unidos. 
En 1992 un equipo del Museo de Historia Natural de Denver excavó un espécimen del dinosaurio Stegosaurus stenops en Garden Park, Colorado. En la cantera también se hallaron huesos pequeños desarticulados de otros animales, entre estos los de un pterosaurio, nuevo para la ciencia.
En 1996 Jerald Harris y Kenneth Carpenter nombraron el nuevo género. La especie tipo es Kepodactylus insperatus. El nombre del género se deriva del griego, kepos, "jardín", una referencia a Garden Park y daktylos, "dedo", refiriéndose al típico dedo del ala de los pterosaurios. El nombre de la especie significa "inesperado" en latín, aludiendo al hecho de que los investigadores esperaban hallar un dinosaurio, no así a un pterosaurio.
El género está basado en el holotipo DMNH 21684, consistente de una vértebra cervical, un húmero, varios huesos de los dedos, y un metatarso. Kepodactylus era similar a Mesadactylus pero mayor (la envergadura era de cerca de 2.5 metros), y con forámenes neumáticos adicionales (huecos que permitían entrar aire de los sacos aéreos a los huesos) en los vértebras y húmero. Los descriptores concluyeron que la especie era un miembro de los Pterodactyloidea y dentro de este grupo, usando la filogenia de David Unwin, un miembro de un clado que ahora es conocido como Lophocratia. Fue considerado como un género potencialmente válido en la más reciente revisión de los pterosaurios de Morrison.
Unwin lo consideró como un miembro basal de los Dsungaripteroidea sensu Unwin.